# Olle Eksell
Olle Eksell, född Carl Olov (Olle) Lennart 22 mars 1918 i Åls socken, Kopparbergs län, död 11 april 2007, svensk tecknare, grafisk formgivare och affischkonstnär, professors namn 2001. Han har bland annat gett form åt de klassiska "ögonen" på paket för Ögoncacao och skrivit boken "Design=Ekonomi".

## Biografi
Olle Eksell växte först upp i Insjön där fadern drev företaget Nornan, som bland annat tillverkade vaniljpulver. Faderns verksamhet gick dåligt och fabriken brann ner. Familjen flyttade då till Uppsala. Faderns följande affärer blev inte lyckosamma och fadern försvann mer och mer från familjen, som han lämnade helt 1925 inför en förestående konkurs. Eksells mor Vivi började arbeta som sömmerska.
Att familjen flyttade till Stockholm 1929 har Eksell beskrivit som att en helt ny värld öppnades för honom. Eksell började redan i barndomen att teckna och bestämde sig för att bli reklamtecknare. Hans favoritmålare var Paul Klee. Hans första fasta jobb blev på ateljén hos Shell 1935. Eksell tillbragte ett år i Malmö 1937–1938 innan han tillbaka i Stockholm studerade på Skolan för bok- och reklamkonst fram till 1941. Hans läromästare var Hugo Steiner-Prag. Han arbetade sedan på annonsbyrån Ervaco. Han var tillsammans med sin fru Ruthel i USA efter andra världskriget och studerade på The Art Center College of Design i Los Angeles i Kalifornien. Eksell hade sedan barndomen en fascination för USA, och drömmen om USA förstärktes under andra världskriget då han umgicks med amerikaner som var stationerade i Stockholm. Under USA-tiden lärde han bland annat känna Paul Rand; deras vänskap kom att bli livslång. Rands och Eksells karriärer var på många sätt lika genom att de arbetade med grafisk design för företag, och det finns likheter mellan deras verk.
När Eksell återvänt till Sverige blev hemmet på Gärdet i Stockholm även arbetsplats. Hans första stora framgång var utställningen 8 amerikanska reklamgrafiker på Nationalmuseum 1948. På utställningen visades verk av Lester Beall, Will Burtin, Edward McKnight Kauffer, György Kepes, Alvin Lustig, Paul Rand, Herbert Matter och Ladislav Sutnar. Eksell etablerade sig under 1950-talet som en av Sveriges ledande grafiska formgivare. Karriären tog fart i början av 1950-talet då han arbetade med bokomslag för Albert Bonniers förlag, Gullers förlag, Wahlström & Widstrand, Norstedts och KF:s bokförlag. Bland hans mer omfattande arbeten hör designprogrammen för Mazetti, Nessims mattor och Handelsbanken. Eksell var medlem i AGI, Alliance Graphique Internationale, från 1951 där några av världens främsta grafiska formgivare samlades.

### Mazettiögonen

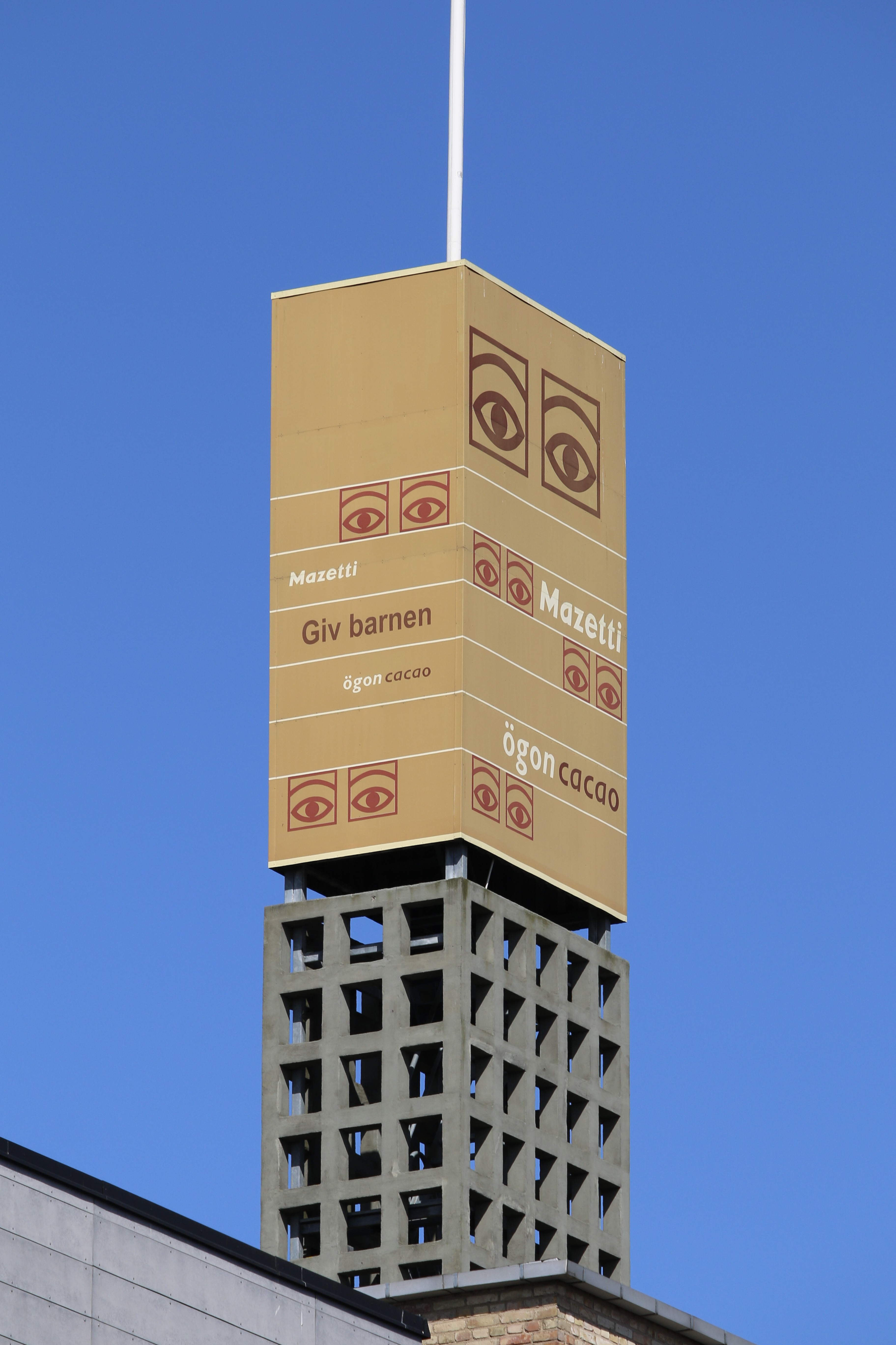
Ögonen pryder fortfarande Mazettis gamla chokladfabrik i Malmö.

Hans magnum opus blev arbetet för Mazetti 1956–1958 och hans version av Mazettiögonen har blivit en modern designklassiker. Eksells arbete för Mazetti blev det första fullständiga designprogrammet för ett företag i Sverige. Eksell arbetade direkt med företagets vd Stig Harlegård i utvecklandet av den nya logotypen och hela omgörningen av produkterna. Bland annat gjorde Eksell om förpackningen av chokladasken Avanti inklusive utformningen av chokladen. Eksells arbete hjälpte till att vända den negativa försäljningsutvecklingen för företaget, men samarbetet fick ett abrupt slut när Stig Harlegård byttes ut som vd 1958. Eksell följde upp arbetet för Mazetti med designprogram för skjorttillverkaren Melka och Skånska Yllehuset. Han skapade även logotypen för Nessims mattor 1960. Mångsidigheten visade sig även när han fick uppdraget att göra förtexterna till Hasse Ekmans film Sjunde himlen.
Eksell var en av de första i Sverige som tog upp det faktum att design kan användas för mer än formgivning. I den 1964 utgivna boken Design=Ekonomi diskuterade han hur design förutom formgivning av produkter och grafisk profil även handlar om att förenkla, förtydliga, ekonomisera och stimulera organisation, produktion, distribution och kommunikation för hela företaget. Olle Eksell var också skribent och arbetade 1952–1970 för Aftonbladet där han skrev artiklar om design. Han tog i artiklar även ställning mot rivningen av Klarakvarteren.

### Utställningar och böcker
Eksell upphörde med sin verksamhet i mitten av 1990-talet då hans syn försämrades. Han fortsatte däremot att skriva om design. I slutet av 1990-talet upplevde Eksell en renässans där hans verk uppmärksammades av bland annat Tyler Brûlé i magasinet Wallpaper. En stor retrospektiv visades i Malmö (1999), Stockholm och Växjö (2000). Hans bok Design=Ekonomi från 1964 återutgavs tillsammans med tre nya böcker av och om Eksell år 2000. Eksells verk uppmärksammas även i Japan, bland annat i ett reportage i Casa Brutus år 2002 och genom boken Olle Eksell Swedish Graphic Designer. Hans verk har visats på Nationalmuseum (2000) och Moderna Museet (2001). Eksell finns representerad vid bland annat Moderna museet i Stockholm.
Han var gift med konstnären Ruthel Günzberger.